# Енциклопедия на шахматните дебюти
Енциклопедията на шахматните дебюти (ЕШД, на английски: ECO) е класификационна система за началните ходове в шахмата. Представлява петтомова книжна колекция (днес също има компютърна база данни) описваща шахматните дебюти. Ходовете са взети от стотици хиляди партии между майстори, от публикуваното изложение в Chess Informat през 1966 и после съставена от изтъкнати шахматисти. Двете ECO и Chess Informat са публикувани от сръбската компания „Šahovski informator“ (на български: Шаховски информатор).
Вместо традиционните имена на дебютите, ЕШД развива уникална кодова система, която по-късно е възприета от други шахматни издателства. Има пет основни категории (А, B, C, D и Е), всяка от която е разделена на сто подкатегории.

## Основни кодове
Вижте Кодове на шахматните дебюти за повече информация.

### A – флангови дебюти
- Ходът на белите е различен от 1.e4, 1.d4: неправилни дебюти. (A00-A39)
- 1.d4 без 1...d5, 1...Kf6: нехарактерни отговори на 1.d4 (A40-A44)
- 1.d4 Kf6 без 2.c4: нехарактерни отговори на 1...Kf6 (A45-A49)
- 1.d4 Kf6 2.c4 без 2...e6, 2...g6: нехарактерни индийски системи (A50-A79)
- 1.d4 f5: Холандска защита (A80-A99)

### B – полуоткрити дебюти
- 1.e4 без 1...c5, 1...e6, 1...e5 (B00-B19)
- 1.e4 c5: Сицилианска защита (B20-B99)

### C – открити дебюти
- 1.e4 e6: Френска защита (C00-C19)
- 1.e4 e5 (C20-C99)

### D – закрити дебюти
- 1.d4 d5: Дебют на дамската пешка (D00-D69)
- 1.d4 Kf6 2.c4 g6 с 3...d5: Защита Грюнфелд (D70-D99)

### E – полузакрити дебюти
- 1.d4 Kf6 2.c4 e6: индийски системи с ...e6 (E00-E59)
- 1.d4 Kf6 2.c4 g6 без 3...d5: индийски системи с ...g6 (с изключение на Грюндфелд) (E60-E99)